# .454カスール弾
.454カスール弾（454カスールだん）とは、1957年にディック・カスールとジャック・フルマーにより、ワイルドキャット・カートリッジとして開発された実包である。

## 設計経緯
1959年11月、この実包は銃器の専門誌『Guns & Ammo』で最初に公表された。基本的な設計は.45ロング・コルト弾を構造的に改良、サイズを延長したものである。1997年、スターム・ルガー社がスーパーレッドホーク用にこの口径を採用し始め、最終的にこのワイルドキャット・カートリッジは主流となった。続いて1998年、ブラジルの銃器メーカーであるトーラス社はトーラス・レイジングブルに、また2010年にはトーラス・レイジング・ジャッジ・マグナムにこの実包を採用した。.45スコフィールド弾および.45ロング・コルト弾は.454口径の銃器の薬室に適合する。これは.38スペシャル弾と.357マグナム弾、そしてまた.44スペシャル弾と.44マグナム弾の関係と非常によく似ている。

## 性能

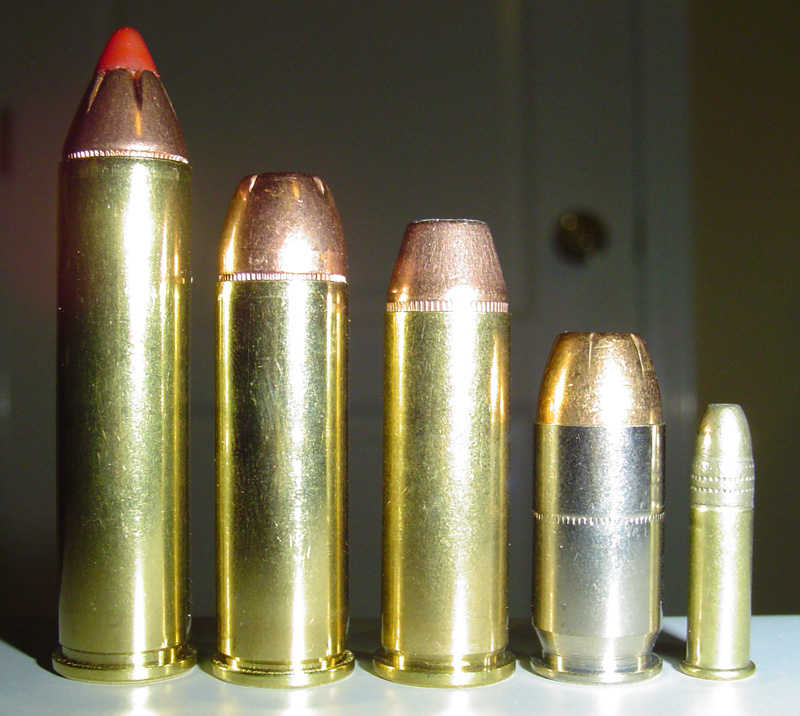
左から右へ.460S&Wマグナム弾、.454カスール弾、.44マグナム弾、.45ACP弾、そして.22LR弾

.454カスール弾が商業利用化されたのは1998年であり、この時SAAMI（スポーツ用火器弾薬製造協会）は初めてこの実包の基準値を公表した。新しいカスール弾は、拳銃弾用の雷管ではなく小型の小銃用雷管を使用しているが、これは薬室内の圧力が60,000CUP（410MPa）と極めて高く設計されたことを理由とする。また小銃用の雷管は拳銃弾用のそれよりもはるかに強靱なカップを使用している。
量産されている中では、この弾はもっとも強力な拳銃用実包の一種である。.454カスール弾は、.45ロング・コルト弾の5倍ほどの反動を生み出す。また.44マグナム弾よりも約75%ほど反動のエネルギーが増している。この実包は16g（250グレイン）の弾丸を銃口初速580m/s（1,900ft/s）以上で撃ち出し、2.7kJ（2,000 ft-lb）のエネルギーを拳銃から送り出す。一発のバッファロー・ボア弾薬は300グレインよりも重いJFN弾丸を初速1,650ft/s、1,813ft-lbの銃口エネルギーで撃ち出す。.454カスール弾の目的は主に中量級から重量級の獲物を狩ることであり、他にはメタリック・シルエット競技での使用やクマからの自衛が挙げられる。
カスール弾は当初から3倍の発射薬を詰めており、これは漸進的な燃焼を与える。小銃用雷管の点火が加わることで、銃身を通過する際の弾丸は漸進的に加速していくこととなる。

## 類似の実包
.454カスール弾を装填できるリボルバーは、1983年、フリーダム・アームズ社によって最初に商品化され、生産された。5発装填のシングルアクション式モデル83リボルバーは交換式の回転弾倉を採用することにより、.45ACP弾、.45ロング・コルト弾、そして.454カスール弾を撃つことができた。
2005年には.460S&Wマグナム弾が公表されたが、これは基本的に.454カスール弾のサイズを延長したもので、弾丸の直径は.45ロング・コルト弾もしくは.454カスール弾と同一である。いずれにせよ、.460S&W弾を装填するリボルバーでは.454カスール弾や.45ロング・コルト弾も使用でき、さらに.45スコフィールド弾も使用できる。